# Het vuur der herinneringen
Het vuur der herinneringen is het elfde album uit de stripreeks Jugurtha van de Belgische tekenaar Franz Drappier en schrijver Jean-Luc Vernal. Het album werd in 1983 voor het eerst in het Nederlandse taalgebied uitgebracht.

## Verhaal
Twee vrouwen strijden om Jugurtha's hart. Uitgerust en voorzien van paarden hebben Jugurtha en Vania de Wabi-Chibele verlaten. Op afstand worden ze gevolgd door Diola die evenals Vania verliefd is op Jugurtha. 
Diola maakt zich meester van de heilige standaard van de Kaus en Kirdis stammen, waaraan al hun amuletten en toverkunsten hangen. Ze beschildert haar lichaam en speelt voor tovernares. Krijgers van de Kaus en Kirdis volgen haar. Met toverkracht te gebruiken probeert zij dat Vania en Jugurtha zich van elkaar afkeren.